# Edoardo Fabbri
Conte Edoardo Fabbri (Cesena, 13 ottobre 1778 – Cesena, 1853) è stato un drammaturgo e politico italiano.

## Biografia
Edoardo Fabbri nacque da Mario Antonio, possidente, e da Caterina Riganti e all'età di otto anni fu trasferito per motivi di studio a Roma per frequentare il Collegio Romano, da dove nel 1791 passò al collegio dei nobili di Urbino, retto dagli scolopi, per completarvi gli studi di retorica, filosofia e scienze.
Di spirito illuministico, fu uomo politico,e nel 1797 con l'invasione francese di Cesena, Fabbrì evidenziò tendenze anticattoliche e l'anno seguente, recatosi a Milano, si avvicinò al teatro, intuendo la grande potenzialità di divulgazione e di propaganda culturale e politica del palcoscenico.
In quasi cinquant'anni di attività creativa,  Fabbri produsse tredici opere, alcune delle quali furono pubblicate dopo qualche anno dal 1820 al 1822 (Ifigenia in Aulide, Forlì 1820; Safonisba, Forlì 1821; Marianne, Rimini 1822); altre, per evitare la
censura, furono pubblicate a Montepulciano nel 1844-1845 (tra queste l'Ifigenia in Tauride, i Trenta tiranni d'Atene, e quella che è considerata la sua opera più riuscita, I Cesenati del 1377); altre infine furono scoperte solamente nel 1962 quando a Napoli apparve una raccolta di Tragedie inedite curata A. M. Frezza (La bella penitente, del 1822-1824; La morte di Arrigo IV, del 1827; La novizia di Santa Chiara, del 1845).
Da ricordare una sua Francesca da Rimini che precede (1801) quella di Silvio Pellico.
Gli argomenti principali delle sue opere furono quelli alfieriani della lotta contro la tirannide, e della lotta contro il Papato, scritti con uno stile prevalentemente neoclassico, con qualche anticipazione del romanticismo.
Dopo la morte dello zio cardinale arcivescovo di Ancona, iniziarono i problemi per Fabbri, accusato di essere uno dei capi della cospirazione romagnola del 1820 con l'intento di liberare le Romagne, venne condannato dapprima all'ergastolo e poi nel 1825 a dieci anni di carcere.
Uscito dal carcere si entusiasmò per la figura di papa Pio IX e le sue intenzioni riformatrici. ( Il ritratto di Eduardo Fabbri qui proposto, non è di un pittore italiano del 19.mo secolo, ma di un pittore italiano vivente, esattamente Antonio Dal Muto, abitante in Cesena. Il ritratto, la cui firma è in basso a destra, fa parte della "Galleria degli Uomini illustri che hanno avuto a che fare con l'Amministrazione Cesenate dall'epoca Risorgimentale, all'Ultimo sindaco (all'epoca della realizzazione) Giordano Conti. Attualmente la galleria di ritratti è di proprietà del Comune di Cesena).   

## Teatro
- Francesca da Rimini, 1801;
- Ifigenia in Aulide, 1820;
- Safonisba, 1821;
- Marianne, 1822;
- La bella penitente, 1822-1824;
- La morte di Arrigo IV, 1827;
- Ifigenia in Tauride, 1844-1845;
- Trenta tiranni d'Atene, 1844-1845;
- I Cesenati del 1377, 1844-1845;
- La novizia di Santa Chiara, 1845.